# Didemnum brevioris
Didemnum brevioris är en sjöpungsart som beskrevs av Monniot 1997. Didemnum brevioris ingår i släktet Didemnum och familjen Didemnidae. Inga underarter finns listade i Catalogue of Life.